# Histoire des Juifs à Kharkiv
L’histoire des Juifs à Kharkiv (ou Kharkov) commence il y a plus de trois cents ans. Une petite communauté juive est fondée à Kharkiv dans les années 1780, mais celle-ci ne prendra réellement son essor que lorsque les Juifs auront l'autorisation de s'installer en dehors de la Zone de Résidence. En 1939, la ville compte près de 135 000 Juifs. La plupart réussissent à fuir avant l'arrivée des Allemands. Les 15 000 Juifs restés sur place seront assassinés fin 1941-début 1942. 
Après la guerre, la ville va compter jusqu'à 90 000 Juifs, mais en raison d'une politique discriminatoire des autorités soviétiques, beaucoup vont essayer d'émigrer vers Israël, les États-Unis ou l'Allemagne. Après l'autonomie de l'Ukraine, la communauté peut se reconstruire, mais doit faire face à une émigration massive de ses jeunes et donc au vieillissement de ses membres. 
La ville de Kharkiv est fondée en 1654 et après des débuts modestes comme une petite forteresse russe, est devenue un centre majeur de l'industrie, du commerce et de la culture ukrainienne dans l'Empire russe sous la dénomination russe de Kharkov. 
Kharkov est la première capitale de la République socialiste soviétique d'Ukraine de décembre 1919 à janvier 1934 avant d'être détrônée par Kiev. Ce n'est qu'après l'indépendance de l'Ukraine en 1991 que la ville prit le nom ukrainien de Kharkiv. 
Actuellement la ville est la capitale administrative de l’oblast de Kharkiv et compte environ 1 450 000 habitants.

## Histoire de la communauté juive

### La communauté sous l'Empire russe

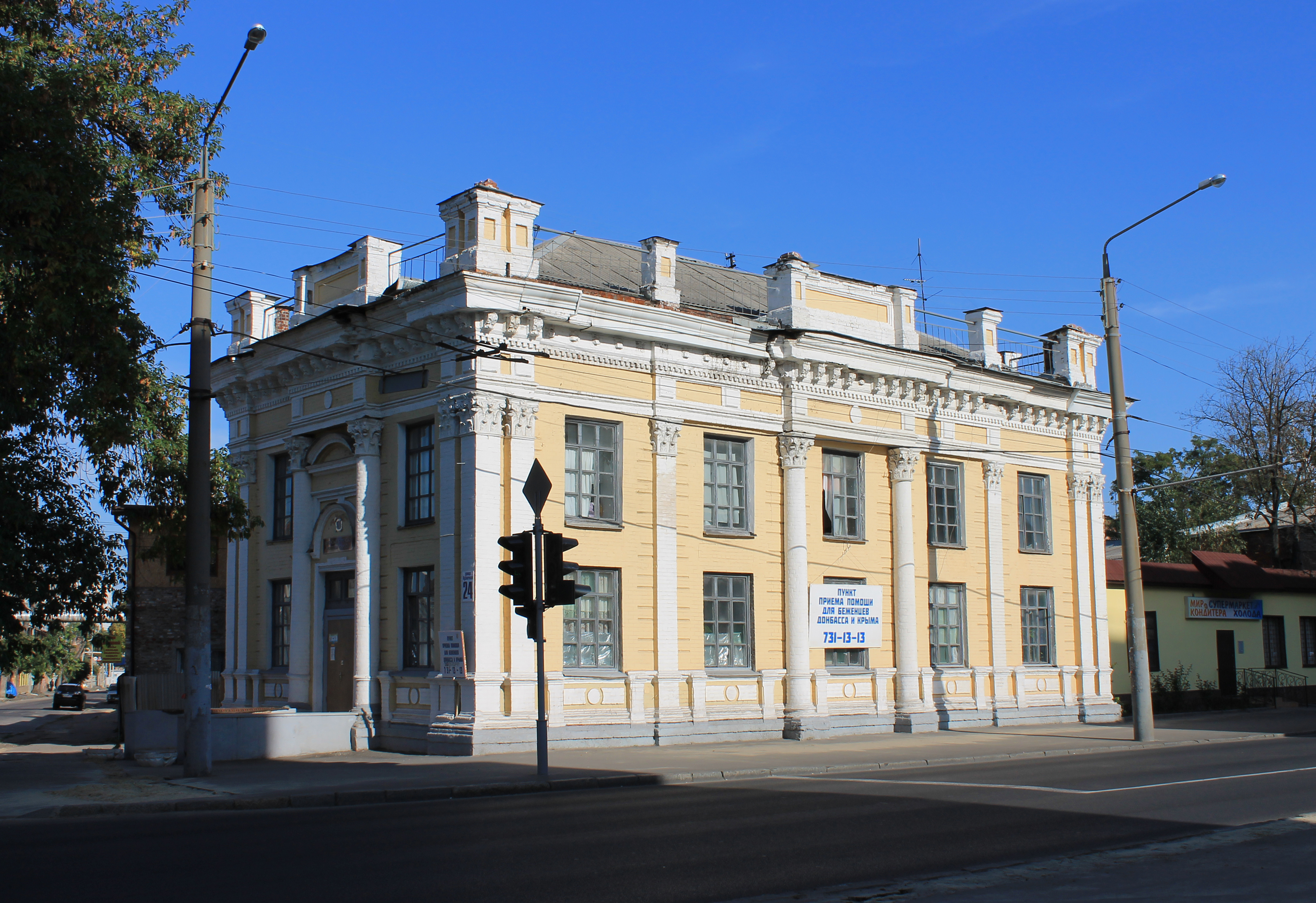
La synagogue karaïm de Kharkiv.

Les premiers Juifs qui arrivent à Kharkov de Pologne et de Turquie au début du XVIIIe siècle sont des marchands participant aux foires locales. Au début des années 1780, une petite communauté juive est fondée avec Mojsiej Aleksandrowicz, un marchand, faisant office de rabbin jusqu'en 1788. En 1799, un cimetière juif est installé en ville. Le développement ultérieur de la communauté est entravé par des barrières légales et administratives. En janvier 1804, le Sénat limite le commerce des marchands Juifs lors des foires au commerce de gros. En décembre de la même année, le gouvernement de Kharkov est exclu de la Zone de Résidence et en 1805, les Juifs sont exclus des foires. 
Malgré l'interdiction d'installation en ville, il y a de nombreuses traces de présence juive dans la région, remontant jusqu'au début du XIXe siècle. Les Juifs continuent à faire du commerce, mais sont obligés de louer des appartements et des étals sous de faux noms. En 1821, les autorités tentent de fonder la Société des Chrétiens israélites, pour soutenir les Juifs qui se sont convertis au christianisme orthodoxe, mais cette société sera vouée à l'échec. En 1827, un service militaire obligatoire est imposé aux Juifs de l'Empire russe. Ces jeunes Juifs, enrôlés comme cantonistes, sont dispersés dans l'Empire, dont une partie en garnison à Kharkov où de 1830 à 1850, ils constituent environ la moitié des effectifs. À partir de 1835, les Juifs ont l'autorisation de séjourner à l'hôtel pendant les foires.   
Dans les années 1850, deux communautés juives sont enregistrées: une par les marchands et l'autre par les soldats. Chacune d'elles possède sa synagogue, son mikvé (bain rituel), son heder (école élémentaire) et son abattoir rituel pour la volaille. En 1859, il y a environ 100 soldats juifs, dont 30 avec leur famille, environ 50 familles de marchands et 20 étudiants résidant en ville. 
Les réformes libérales du tsar Alexandre II permettent à la communauté juive de prospérer. En plus, l'ouverture de la ligne de chemin de fer Koursk-Kharkov-Azov en 1869 donne un élan économique à la ville. En 1863, Aleksander von Sievers, le gouverneur de Kharkov, demande au gouvernement d'accorder aux Juifs dès que possible le droit d'entrée libre dans la ville, car cela permettrait de relancer le commerce et l'industrie.  
À partir de 1865, les Juifs peuvent s'installer en dehors de la Zone de Résidence. Si en 1860, il y a environ 4 000 Juifs qui participent aux foires, ce nombre passe à 20 000 en 1863. En 1866, les Juifs constituent 20 % de tous les étudiants à l'université de Kharkov. La même année, 775 Juifs sont enregistrés comme résidents permanent dans la ville. Ils sont 900 en 1867, 2 397 en 1873 et 5 194 en 1879.
La progression de la communauté est interrompue pendant la période conservatrice d'Alexandre III. L'université introduit un quota, mesure qui conduisit à une chute importante du nombre d'étudiants juifs. En 1893, 67 familles sont évincées et leurs membres exclus des guildes des horlogers, des boulangers et des menuisiers. En 1898, les autorités publiques essayent de révoquer L. Szechter, l'ingénieur en chef et responsable du département technique de la Société russe de construction de locomotives à vapeur, une des plus importantes usines de matériel roulant. Cependant, la transformation de Kharkov en un puissant nœud ferroviaire et en un important centre commercial, financier et industriel accroit la prospérité de ses habitants, y compris les Juifs. En 1886, plusieurs banques s'établissent en ville, dirigée par les familles Rubinstein, Rabinowicz et Rozenzweig. Les Wolkenstein et les frères Soifer possèdent des grands magasins, qui entretiennent des liens avec des sociétés étrangères textiles et des constructeurs de machines. G. Z. Dunajewskij, un négociant juif commissionné par la société française Louis Dreyfus, exploite un centre d'achat de grains pour l'exportation dans le gouvernement.   
Selon le recensement de 1897, Kharkov a 9 848 familles juives, représentant 8 % de la population totale de la ville. 876 travaillent dans la couture ou la cordonnerie, 725 vivent du commerce, 487 servent dans l'armée, un peu plus de 200 sont rentiers, environ 200 sont domestiques, 200 aussi travaillent dans l'imprimerie et 150 dans le traitement des métaux. Dans la période 1900 à 1917, les Juifs dominent le secteur financier à Kharkov. Ils contrôlent la Banque d'affaires, les succursales de la Banque internationale de Saint-Pétersbourg, la Banque Azov-Donetsk ainsi que la Société juive de dépôt et de prêt. En 1913, ils constituent 25 % des marchands de la seconde guilde avec 54 membres sur 240, et 90 % des marchands de la première guilde avec 135 membres sur un total de 148. En 1903, A. Buras conçoit un système original de traitement des eaux usées qui reçoit le Grand-Prix lors d'une exposition à Saint-Pétersbourg l'année suivante. Les Juifs éditent des journaux locaux comme Jużnyj Kraj, Jużanin et Utro Juga et possèdent la majorité des imprimeries de la ville.  
Les Juifs jouent un rôle important dans le domaine de la médecine. Certains praticiens sont renommés dans tout l'Empire: M. Fabrykant, un dentiste et pionnier dans la chirurgie plastique; A. Hirszman, un ophtalmologue;  P.S. Orszański, un psychiatre et professeur d'université; J. Bernestein-Kogan, un médecin réputé, un des leaders du sionisme russe et membre de la première et de la seconde Douma sous la bannière du Parti constitutionnel démocratique. Les Juifs constituent la majorité de l'Association médicale de Kharkov. 

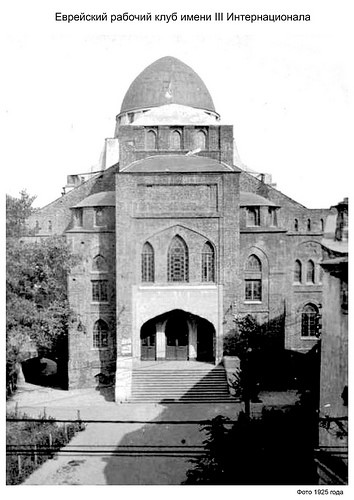
La Synagogue chorale de Kharkov vers 1920.

En janvier 1905, une cantine bon marché s'ouvre pour venir en aide aux Juifs pauvres. La même année, en avril, un groupe de philanthropes fonde une Société d'aide aux Juifs pauvres, qui regroupe toutes les associations caritatives de la ville. D'octobre 1905 à mars 1907, le Comité pour l'aide aux victimes de pogrom, dirigé par J. Bernstein-Kogan et le rabbin S. Epstein, collecte 33 000 roubles qui sont envoyés à des villes ayant subi des actes de violence antisémite. En 1908, la Société d'aide aux Juifs pauvres crée un département d'urgence pour fournir une assistance médicale gratuite. En 1909 et 1912 respectivement, la société fonde une polyclinique avec une pharmacie et un sanatorium dans les environs de Kharkov pour recevoir des patients souffrant de tuberculose. En 1909, une section de la Société pour l'éducation des Juifs russe et une section de la Société des amoureux de la langue hébreu s'installent à Kharkov. À partir de 1910, de nouvelles synagogues sont construites à Kharkov, dont la synagogue chorale terminée en 1913, conçue par l'architecte J. G. Gerwitz, lauréat d'un concours à l'échelle de la Russie.  
Les Juifs prennent aussi part à la politique nationale et plus particulièrement, lors de la Révolution de 1905-1907. En octobre 1907, la police liquide le comité mixte du Bund, Poale Zion et du Parti travailliste socialiste démocratique juif. En 1908, les membres du comité de Kharkov du parti social-démocrate russe, à majorité des Juifs, sont arrêtés. Au début du XXe siècle, Kharkov devient un centre de la littérature sioniste. M. Szliapnikow imprime les documents du Premier congrès sioniste, Biblioteka Syjonistyczna (Bibliothèque sioniste) en 1897-1902. En 1903, R. Kresin y publie son livre Ouganda, préconisant une solution alternative à la Palestine. L'organisation de jeunesse Tseirei Zion, dirigée par A. Brudny et A. Lewinson, devient de plus en plus influente. Elle compte environ 300 membres au début de l'année 1917.
Bien que la ville échappe aux pogroms, le sentiment anti-juif est très fort parmi la population. En 1904, est créée l'Assemblée russe, précurseur de l'Union du peuple russe. En 1906, les activistes du Cent-Noirs soutenus par le gouverneur N. N. Peshkov, recourent à une provocation et falsifient des bulletins de vote en inscrivant le même nom juif deux ou trois fois. Leur but est d'accuser les Juifs et les cadets membres du Parti constitutionnel démocratique de fraudes. En 1907, A. S. Wiazygin, le chef de file des antisémites, est élu à la troisième Douma d'État. De 1908 à 1915, le Mirnyj Trud, la maison d'édition supportée par les autorités et l'église orthodoxe, publie plus de 30 livres antisémites. 
Après le déclenchement de la Première Guerre mondiale, un flot de réfugiés arrive à Kharkov. La ville devient le siège d'une école d'artisanat de Riga et de plusieurs yechivot de Lituanie et de Pologne. Les organisations actives dans la ville à cette époque sont entre autres, le Comité pour l'assistance aux victimes de guerre, l'Office juif des réfugiés, ainsi que Inicjatywa (Initiative) une association de consommateurs et Zjednoczenie (Union) une société coopérative. La vie culturelle est en plein essor, l'éducation et la garde d'enfants sont assurées dans le lycée de garçons E.J. Janowska, l'école maternelle est dirigée par R. Lewin, les cours du soir par M. Dolinko et la formation pédagogique par A. Konsztam.

### La communauté sous le régime soviétique avant la Seconde Guerre mondiale
Après 1917, Kharkov devient un des lieux importants de la lutte pour la prise de pouvoir dans le vide laissé après la chute du tsar. Après la révolution de Février, J. Rubinstein, un Juif, est nommé commissaire du gouvernement provisoire. En décembre 1917, la ville est capturée pour la première fois par les bolcheviks. De mars jusqu'à décembre 1918, elle est occupée par les Allemands. En décembre 1918, une convention juive se tient avec plus de 5 000 délégués. En mai 1919, Kharkov est reprise par les bolchéviks commandés par Léon Trotski. La terreur rouge commence. En juillet 1919, la ville passe aux mains des Blancs. Kharkov devient le quartier général de l'état-major de l'armée des volontaires commandée par le général Denikine. Le commandant en chef rencontre le président de la communauté juive. La présence de l'armée évite le déclenchement de pogroms.
En décembre 1919, Kharkov est définitivement capturée par les Rouges. En 1920, le jour de Pourim, le gouvernement annonce la dissolution de la communauté juive, ainsi que de toutes les associations et institutions de celle-ci. Leurs taches seront dorénavant assurées par la section du Comité exécutif gouvernemental pour les Juifs. Tous les clubs, culturels, sportifs ou autres, les organisations sionistes sont peu à peu fermés. Le changement de système politique transforme complètement la communauté juive locale. Les financiers, les capitalistes, les ennemis des bolchéviks émigrent. Parmi les émigrés, il y a le jeune Simon Kuznets, né Siemion Kuźniec, futur prix Nobel d'économie en 1971. Les sionistes se lancent dans des opérations clandestines tandis que quelques membres du Bund décident de coopérer avec les bolchéviks.   
Les années 1920 sont une période d'intense activité culturelle et éducative, réalisée dans les limites accordées par les autorités communistes. À la fin de 1921, nait le premier théâtre des travailleurs juifs. Il y a aussi le Kultur Lige, un théâtre qui devient en 1926 le Théâtre juif d'État ukrainien, rendu fameux par les prestations d'Ada Sonc (1897-1969) et d'autres acteurs. La section juive ferme la synagogue chorale en 1923. Le bâtiment devient le siège du club des travailleurs juifs de la troisième internationale. Pendant l'année scolaire 1924-1925, à Kharkov, 1 011 enfants, dont à peu près 20 % d'enfants juifs suivent des cours dans 4 écoles dont la langue d'instruction est le yiddish. Dans les années 1930, il y a trois écoles similaires avec environ 1 000 élèves. L'éducation est dispensée aussi par le lycée technique juif de la révolution d'Octobre et par une branche du lycée de formation juif. De nombreux magazines sont publiés en yiddish: Der Sztern; Sowietisze literature; Di rojte welt; Junger szloger; Arbdorfkop; Ratnbildung; et Arbeter jungt. Des livres sont aussi publiés en yiddish. C'est à Kharkov en 1927, qu'est publié le dernier livre en hébreu en URSS: Alej Asor, un volume de poésie de B. Fradkin.
Dans les années 1920 et 1930, Kharkov, alors capital de l'Ukraine jusqu'en 1934, se transforme en un des plus grands centres industriels, culturels et académiques d'URSS. Les Juifs prennent une part active dans tous les domaines de la vie, bien que l'autonomie de leurs institutions soit complètement supprimée dans les années 1930. Leurs écoles, théâtres, sont fermées, leurs publications interdites. En 1939, environ 130 000 Juifs vivent à Kharkov, représentant 15,6 % de la population totale de la ville;  

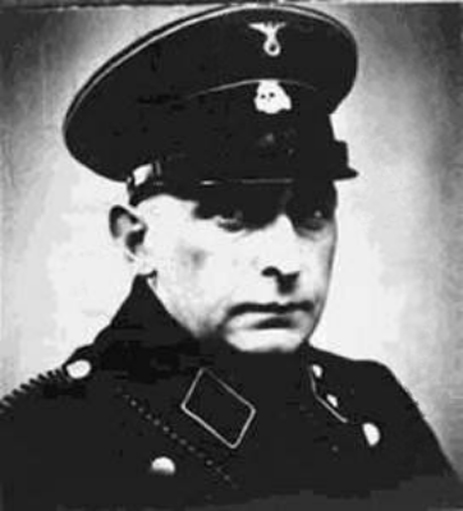
Le SS Paul Blobel responsable des massacres à Drobytsky Yar.

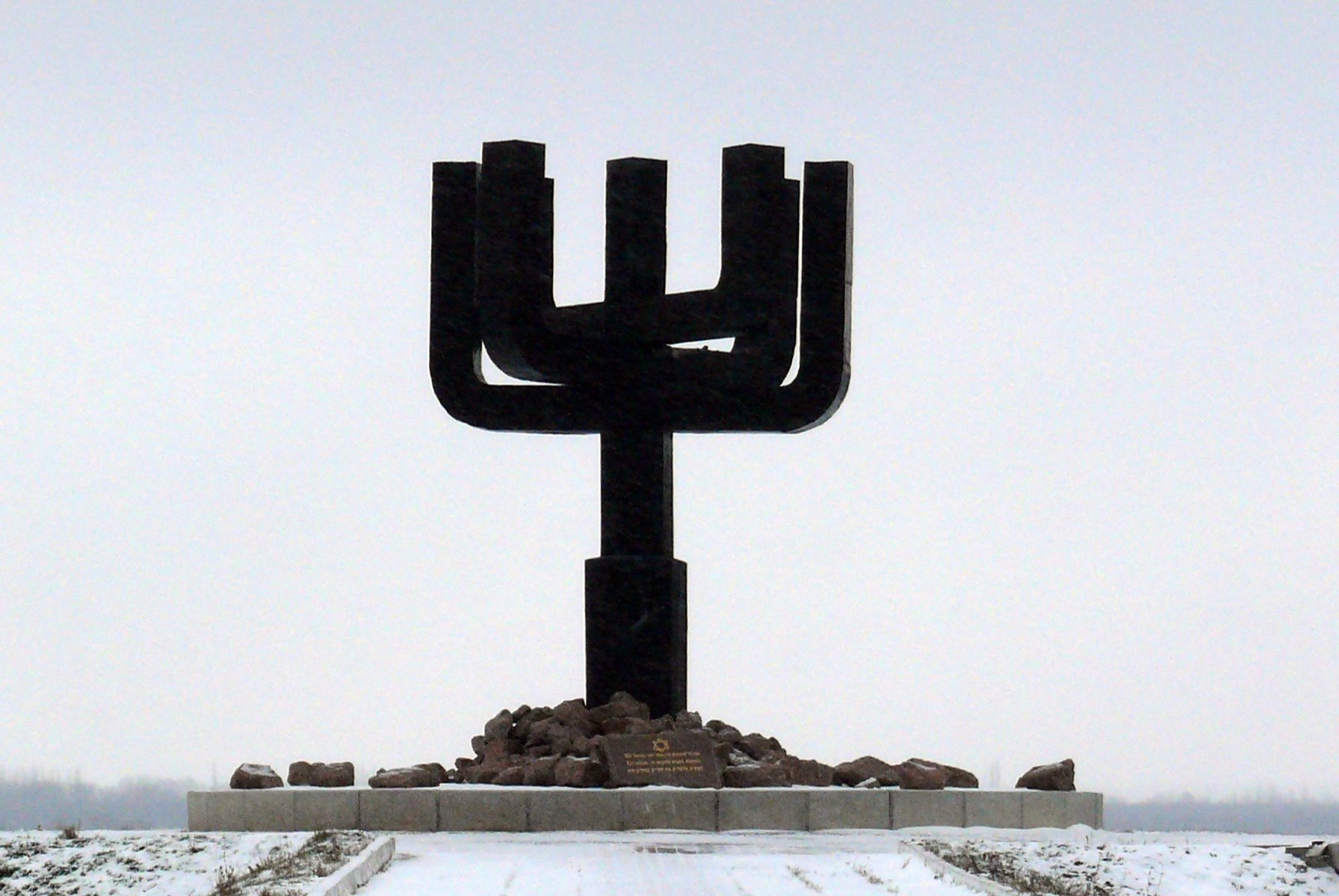
Mémorial de la Shoah en forme de Menorah à Drobytsky Yar.

### La Seconde Guerre mondiale
En octobre 1941, les Allemands occupe la ville. Une large majorité des Juifs ont réussi à quitter Kharkov. En décembre 1941, les autorités d'occupation recensent 10 271 Juifs, bien qu'on estime actuellement qu'ils devaient être près de 15 000. La plupart des Juifs sont abattus en décembre 1941 et janvier 1942 à Drobytsky Yar près de Kharkov par le Sonderkommando 4a de l'Einsatzgruppe C des SS dirigé par le Standartenführer Paul Blobel. 400 personnes, principalement des personnes âgées sont enfermées dans la synagogue de la rue Grażdanskoj, où ils vont mourir de faim et de soif. 
En 1943, la ville passe de mains en mains. Un bataillon tchécoslovaque commandé par Ludvik Svoboda, futur président de la Tchécoslovaquie, dont la moitié des soldats sont des Juifs, prend part au combat pour libérer la ville. Dans la bataille de Sokołów, près de Kharkov, l'unité perd 500 soldats dont 240 Juifs. 

### La communauté sous le régime soviétique après guerre
En 1945, après la fin de la guerre, des tentatives sont faites pour réactiver la communauté juive. A. Ginzburg, un architecte devient son président. Mais les autorités rapidement répriment tous les efforts de la part de la communauté pour acquérir une autonomie en persécutant ses membres les plus actifs. En juin 1949, Le parc culturel du district de Lénine est installé à l'emplacement de vieux cimetière juif. Les docteurs juifs de Kharkov subissent une oppression due à la dernière obsession de Staline concernant la conspiration supposée des docteurs. Après sa mort, les autorités deviennent plus tolérantes, pourtant des arrestations sont effectuées fin 1959 au motif de mauvaise pratique. Les persécutions sont parfois très sévères. En 1963, six Juifs sont condamnés à mort sur ordre de Khrouchtchev pour être en possession de pièces d'or. Malgré les protestations internationales, trois d'entre eux sont exécutés.   
En 1959, 84 000 Juifs résident à Kharkov. À partir de 1967, nombreux sont ceux qui s'efforcent de quitter l'URSS. Malgré cela, en 1979, le nombre de Juifs s'est accru pour atteindre 90 000. Dans les années 1980, un séminaire illégal se tient sur l'histoire juive et une université juive commence à fonctionner. Selon un recensement de 1989, le nombre de Juifs résidant à Kharkov est de 49 000. La division par deux du nombre de Juifs est attribuée à l'assimilation et à l'émigration. 
À la suite de la perestroïka en 1989, la Société de culture juive de Kharkiv commence à publier un magazine intitulé Bensiah – Sobiesiednik (L'interlocuteur). En 1990, les autorités restituent la synagogue chorale à la communauté juive.

### La communauté dans l'Ukraine indépendante
Dès que l'Ukraine retrouve son indépendance en 1991, la société des amis de la culture juive qui publie son propre magazine Shalom, le collège, la bibliothèque, le jardin d'enfants, le théâtre musical, le club sportif Maccabi et d'autres institutions juives reprennent leurs activités. Une chaine de télévision locale commence à diffuser des programmes sur des thèmes juifs, intitulés Menora. La communauté de Kharkiv compte environ 50 000 membres, mais est confrontée à une émigration massive et un vieillissement de la population restante, qui souvent vit dans des conditions sociales relativement pauvre.

## Évolution de la population juive
| Population juive à Kharkiv< |                                        |
| Année                       | Nombre de Juifs                        |
| 1867                        | 900                                    |
| 1873                        | 2 397                                  |
| 1879                        | 5 194                                  |
| 1897                        | 11 013 (soit 6,2 % de la population)   |
| 1923                        | 65 007 (soit 20,2 % de la population)  |
| 1933                        | 115 800 (soit 17,7 % de la population) |
| 1939                        | 130 250 (soit 15,6 % de la population) |
| 1959                        | 84 000 (soit 9,0 % de la population)   |
| 1979                        | 90 000                                 |
| 1989                        | 49 000                                 |
| 2000                        | 50 000                                 |